# Project Regeneration Vol. 1
Project Regeneration es el séptimo álbum de estudio de la banda de metal industrial Static-X, lanzado el 10 de julio de 2020. Es el primer álbum de la banda en once años, marcando la brecha más larga entre dos álbumes de estudio en la historia de la banda. Este álbum cuenta con las últimas grabaciones del vocalista fallecido Wayne Static, quien murió en el 2014. Este álbum tiene a la agrupación original de la banda –el bajista Tony Campos, guitarrista Koichi Fukuda y baterista Ken Jay– y fue producido por Ulrich Wild, todo con el motivo de conmemorar la memoria de su vocalista Wayne Static y para celebrar el vigésimo aniversario del lanzamiento de su primer álbum Wisconsin Death Trip.

## Sencillos
- «Hollow (Project Regeneration)» (6 de febrero de 2020)
- «All These Years» (14 de mayo de 2020)

## Canciones
1. «Regeneration» – 1:00
2. «Hollow (Project Regeneration)» – 2:41
3. «Worth Dyin For» – 3:26
4. «Terminator Oscillator» – 3:13
5. «All These Years» – 3:56
6. «Accelerate» – 2:48
7. «Bring You Down» – 3:35
8. «My Destruction» – 3:29
9. «Something Of My Own» – 2:52
10. «Otsego Placebo» – 4:20
11. «Follow» – 3:08
12. «Dead Souls» – 4:44

## Personal

### Static-X
- Wayne Static – Voz principal
- Tony Campos – bajo, voz de fondo
- Koichi Fukuda – guitarra, teclados y programación
- Ken Jay – Batería

### Personal adicional
- Ulrich Wild – Producción, grabación y mezcla
- Xer0 - Producción